# 大馬盧鄉
44°14′N 23°52′E / 44.233°N 23.867°E
大馬盧鄉（羅馬尼亞語：Comuna Malu Mare, Dolj），是羅馬尼亞的鄉份，位於該國西南部，由多爾日縣負責管轄，面積23平方公里，海拔高度86米，2007年人口3,065，人口密度每平方公里130人。